# Snežana Dančetović
Snežana Dančetović, slovenska atletinja, * 4. december 1957, Kranj. 
Za Jugoslavijo je nastopila na poletnih olimpijskih igrah 1984, kjer je v skoku v daljino s finalnim skokom dosegla 5,88 m in zasedla 12. mesto.
Nastopila je tudi na Sredozemskih igrah 1979 in 1983, kjer je osvojila srebrno in zlato medaljo za Jugoslavijo.